# Österkläpp
Österkläpp är ett skär i Åland (Finland). Det ligger i Ålands hav och i kommunen Jomala i landskapet Åland, i den sydvästra delen av landet. Ön ligger nära Mariehamn och omkring 290 kilometer väster om Helsingfors.
Öns area är 2,7 hektar och dess största längd är 330 meter i nord-sydlig riktning. Närmaste större samhälle är Mariehamn, 8,6 km öster om Österkläpp.